# We Used to Wait
«We Used to Wait»  —en español: «Solíamos esperar»— es el primer sencillo del Reino Unido desde el tercer álbum de la banda canadiense Arcade Fire The Suburbs, en siguiente de «Ready to Start», que fue el primer sencillo de Estados Unidos. Fue lanzado el 1 de agosto de 2010 en el Reino Unido.

## Recepción
Rolling Stone la nombró la mejor 5 canciones de 2010. También nombró a su video musical interactivo "thewildernessdowntown.com" uno de los mejores videos de 2010.
En febrero de 2011, el videoblog musical Yes, We've Got a Video! fue clasificado el proyecto en el número 2 en sus 30 mejores videos de 2010. El proyecto fue elogiado como un «bello experimento que ha empujado significativamente los límites del video musical, introduciendo el factor de la interactividad».
En julio de 2011, el video musical fue nombrada "The 30 All-TIME Best Music Videos" por la revista TIME.

## Posicionamiento en listas
| Listas (2010)                            | Mejor posición |
| ---------------------------------------- | -------------- |
| Bélgica (Flandes) (Ultratop 50)          | 31             |
| Bélgica (Valonia) (Ultratop 50)          | 40             |
| Países Bajos (Mega Single Top 100)       | 95             |
| UK Singles (The Official Charts Company) | 75             |
| US Alternative Songs (Billboard)         | 22             |
| US Rock Songs (Billboard)                | 42             |